# بيتر رودي
بيتر رودي (بالنرويجية البوكمول: Petter Rudi)‏ (17 سبتمبر 1973 في النرويج - ) هو لاعب كرة قدم نرويجي في مركز الوسط. شارك مع منتخب النرويج تحت 17 سنة لكرة القدم ومنتخب النرويج تحت 20 سنة لكرة القدم ومنتخب النرويج تحت 21 سنة لكرة القدم ومنتخب النرويج لكرة القدم. أما مع النوادي، فقد لعب مع أوستريا فيينا وبيرسخوت إيه سي وشيفيلد وينزداي ونادي بيروجيا ونادي غينت ونادي لوكيرين ونادي مولده.

## وصلات خارجية
- بيتر رودي على موقع IMDb (الإنجليزية)

- بيتر رودي على موقع الاتحاد الدولي (مؤرشف)  (الإنجليزية)
- بيتر رودي على موقع اتحاد النرويج (النرويجية)
- بيتر رودي على موقع قاعدة بيانات كرة القدم.إي يو (الإنجليزية)
- بيتر رودي على موقع ناشيونال فوتبول تيمز (الإنجليزية)
- بيتر رودي على موقع عالم كرة القدم.نت (الإنجليزية)